# Allophylus hayatae
Allophylus hayatae là một loài thực vật có hoa trong họ Bồ hòn. Loài này được Gagnep mô tả khoa học đầu tiên năm 1947.